# PSO Thug
 (mars 2022).
PSO Thug est un duo de hip-hop français originaire du 17e arrondissement de Paris et formé par Aero et Leto en 2014. Le nom de PSO Thug vient des initiales de Porte de Saint-Ouen.

## Biographie
Après avoir débuté avec quelques freestyles entre 2013 et 2014, Leto et Aero fondent officiellement le groupe ''PSO Thug'' en septembre 2014 avec la sortie de leur premier titre Hors la loi. En février 2015, ils publient la mixtape En attendant Demoniak. Fin 2015, ils sont invités par KranMax dans la piste Montre-moi et apparaissent sur la mixtape Double Fuck de Kaaris sur laquelle ils interprètent la piste Finition. En avril 2016, le groupe sort le titre Plein les poches avec Sadek en featuring. Le duo sort sa première mixtape nommée Demoniak le 20 mai 2016, vendue à 1319 exemplaires lors de sa première semaine de sortie. En parallèle de leurs carrière musicale, le duo créa également une marque de vêtement lancée également sous le nom de PSO Thug avec le même logo .
De 2016 à 2018, le duo sera inactif durant deux ans en raison de projets solo.
En 2018, le duo est de retour avec la sortie de la mixtape nommé Pause, puis 2 ans plus tard en 2020 avec la sortie de la mixtape Code 1.8.7 Introduction.

## Discographie

### Singles
- 2014 : Hors la loi
- 2015 : 17 teudy
- 2015 : Captain Cook
- 2015 : Thuggin'
- 2016 : Plein les poches (feat. Sadek)
- 2017 : Freestyle
- 2017 : PSO Gang
- 2018 : J'oublie tout
- 2019 : PGP
- 2019 : En Kaïra
- 2020 : Ça parle mal

## Classements hebdomadaires
| Année | Album                     | Meilleure position | Meilleure position |
| Année | Album                     | FR                 | BEL (WA)           |
| ----- | ------------------------- | ------------------ | ------------------ |
| 2016  | Demoniak                  | 43                 | 50                 |
| 2018  | Pause                     | 106                | 182                |
| 2020  | Code 1.8.7 : Introduction | 53                 | 92                 |